# Rapport Beveridge

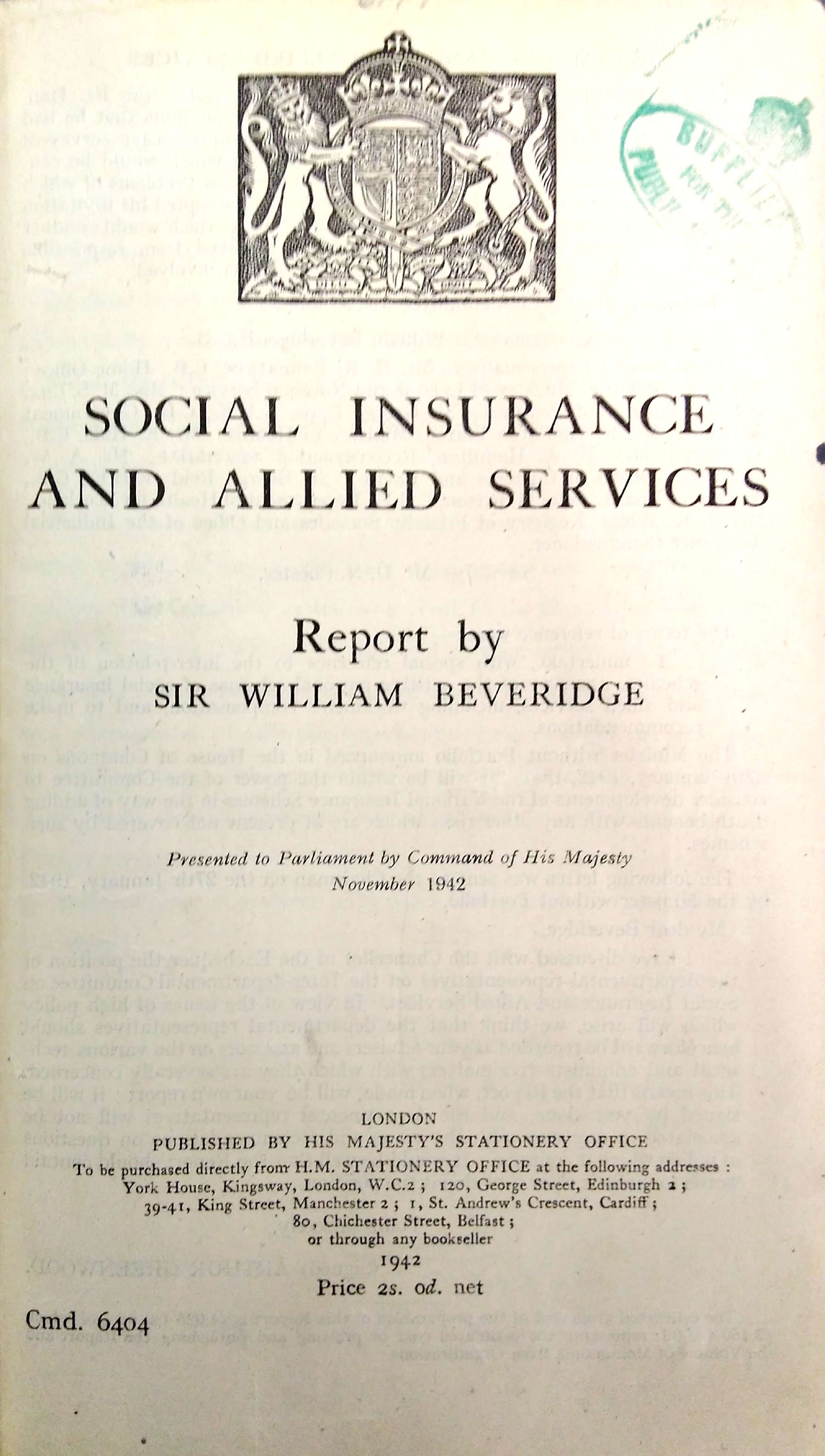
Le rapport Beveridge.

Le rapport Beveridge, officiellement intitulé Report on Social Insurance and Allied Services (« Rapport sur l'assurance sociale et les services connexes »), est un rapport parlementaire britannique publié le 2 décembre 1942 et dédié à la création d'un système social cohérent.
Rédigé à partir de mars 1941 sous la direction de l'économiste social-libéral William Beveridge, le rapport a une influence déterminante sur la mise en place de l'État-Providence notamment au Royaume-Uni, aux États-Unis et en France après la Seconde Guerre mondiale.

## Contexte
Bien que des aides sociales soient mises en place au Royaume-Uni à partir de 1911, l'insuffisance des aides financières pour la santé rend nécessaire un nouveau système plus ambitieux et cohérent.

## Contenu
Le rapport propose grâce à un financement par l'impôt de protéger sans aucune contrepartie les britanniques « from the cradle to the grave » (« du berceau jusqu'à la tombe ») contre la maladie, le chômage et le risque vieillesse, tout en fournissant des allocations de maternité et des aides financières versées aux veuves.
A fin de répondre le mieux possible aux besoins de la population, le rapport comporte trois objectifs majeurs :
- les aides sociales disponibles pour tous les britanniques ;
- la prise en charge totale des coûts des aides sociales par l’État ;
- la prise en charge de tous les risques sociaux possibles.

D'après l'historien Peter Baldwin, ce qui rend le rapport véritablement remarquable est le fait d'avoir réussi à harmoniser les positions collectivistes et individualistes inhérentes à toutes les réformes sociales.

## Conséquences du rapport
Peu après sa publication, le rapport connait une popularité folle : 500 000 copies sont vendues, ce qui en fait le rapport gouvernemental le plus vendu de l'histoire de l'Angleterre.
Le rapport a une forte influence pour la création du système social d'après-guerre au Royaume-Uni mais aussi dans d'autres pays,. Les propositions concernant les aides sociales sur la santé, le chômage et la retraite sont retenues, mais pas celles attribuées à la maternité ou aux veuves.
La philosophie de William Beveridge influence notamment le politicien Aneurin Bevan à instaurer le National Health Service (NHS), un système de santé gratuit et financé par l'impôt.

## Déclin
De 1979 à 1997, le parti conservateur britannique réévalue le rapport et décide de supprimer plusieurs éléments du système beveridgien avec des prestations désormais plus faibles et plus difficiles d'accès, et un financement davantage bismarckien basé sur les cotisations sociales.
Le parti travailliste britannique poursuit cette tendance à partir de 1997 quoiqu'en tentant de mettre également en place des politiques sociales, qui se révèlent être d'un « impact modéré ».

#### Encyclopédies
- Jean-Marie Pernot, « RAPPORT BEVERIDGE » , sur Encyclopædia Universalis, 2011 (consulté le 24 avril 2024).

#### Ouvrages
- William Henry Beveridge (texte) et José Harris (présentation) (trad. de l'anglais par Michel Bessières, préf. François Hollande), Rapport Beveridge : Le Texte fondateur de l'État-Providence, Paris, Perrin, 2012, 242 p. (ISBN 978-2-262-03518-1).

#### Articles scientifiques
- (en) Peter Baldwin, « Beveridge in the longue durée », Harvard University, vol. 45, nos 1-2/92,‎ janvier 1992, p. 53-72 (lire en ligne  [PDF]).
- (en) Noel Whiteside, « The Beveridge Report and Its Implementation: a Revolutionary Project? », Histoire@Politique, vol. 24, no 3,‎ 2014, p. 24–37 (ISSN 1954-3670, DOI 10.3917/hp.024.0024, lire en ligne , consulté le 24 avril 2024).